# Gräz

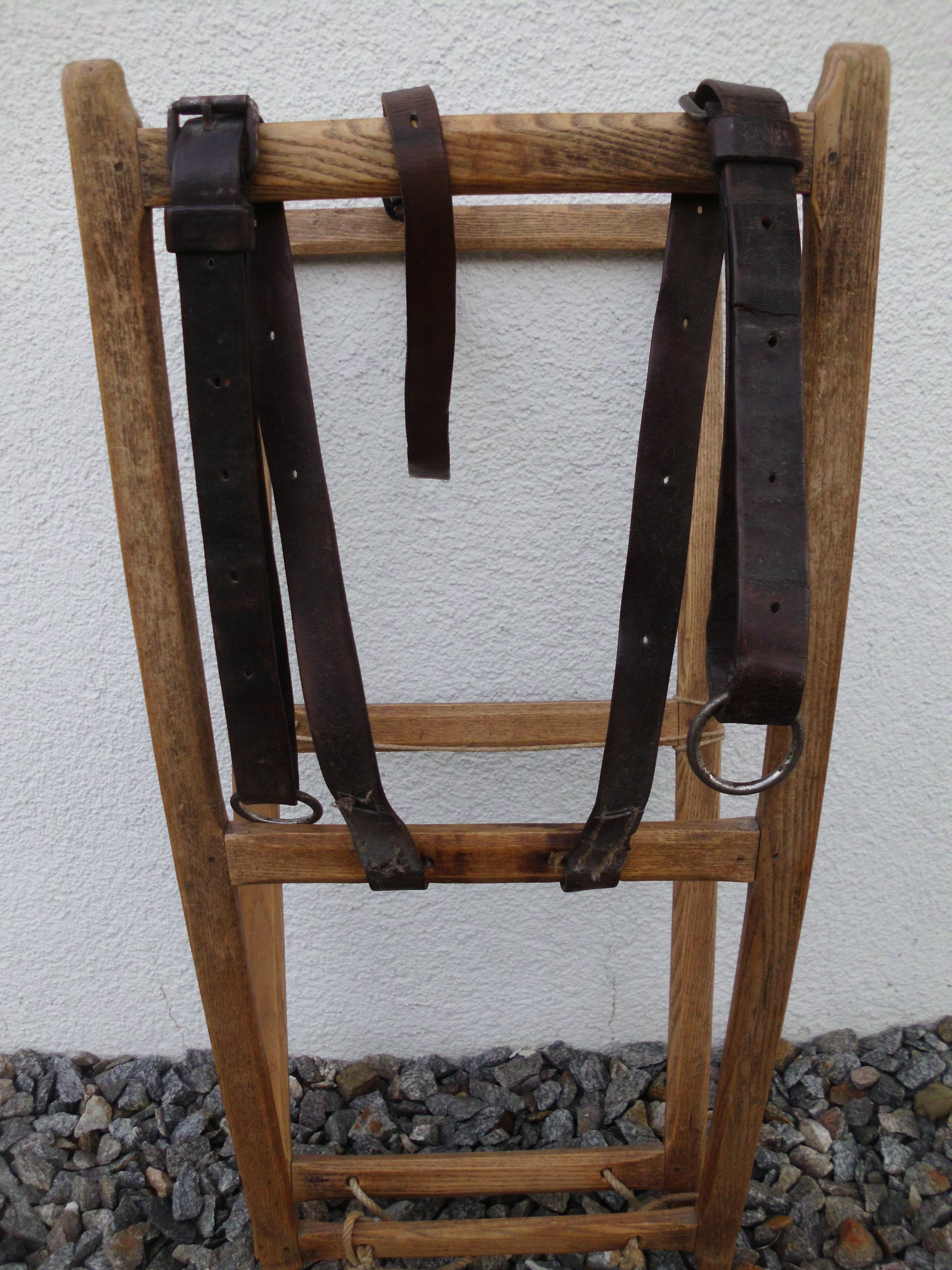
Originale Gräz aus dem 19. Jahrhundert

Eine Gräz (zuweilen auch Grätz geschrieben) ist eine Rückentrage aus Holz und Leder zum Transport schwerer Lasten auf dem Rücken. Das (verschnürte) Tragegut konnte hoch über den Kopf des Trägers hinaus gestapelt werden.

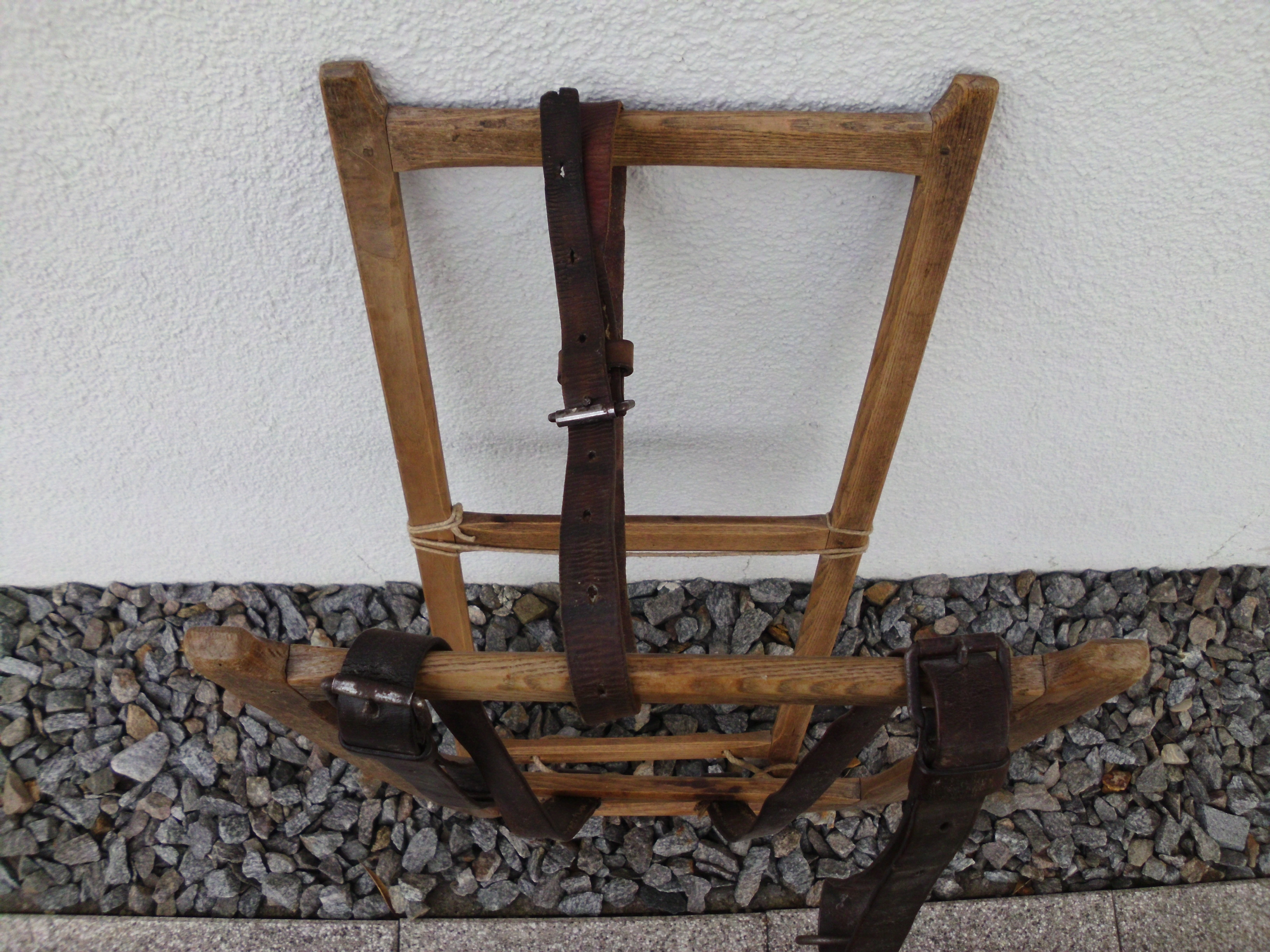
Gräz (Ansicht von oben)

Das Gestell der Gräz besteht aus zwei stabilen, aus Gründen der Gewichtsreduktion aber relativ schmalen, holzverzapften Rahmen aus Eiche. Zwischen diese wurde das Tragegut gepackt, das seinerseits in ein reiß- und wetterfestes Tuch eingewickelt war. Die beiden Eichenholzrahmen werden durch Schnüre und Lederriemen zusammengehalten. Um die Gräz zu schultern, sind am Ende der beiden Tragegurte massive Eisenringe befestigt, die in die unterseits etwas vorstehenden Längsstreben des am Rücken anliegenden Gestellteils eingehängt werden.
Kleinstbauern im Killertal (Schwäbische Alb) hatten mit viel harter Arbeit gerade genug, um als Selbstversorger nicht zu hungern. Aufgrund der kleinen Parzellen und des rauen Klimas warf der steinige Boden kaum Ertrag ab. Daher verfügten sie in der Regel nicht über Vermögen.
Um abgelaufene Schuhe oder Kleidung zu ersetzen, gingen die Bauern im Winter, wenn keine Landwirtschaft möglich war, nebenerwerblich mit Textilwaren auf den Markt. Bis Ende der 1960er Jahre schleppte so mancher selbständige Familienvater wochenlang Lasten von über 80 kg durch teils meterhohen Schnee zu seinen meist langjährigen Kunden auf die Bergbauernhöfe des Schwarzwalds.
Ebenso wie diese Lebensumstände, ist der Begriff in Vergessenheit geraten. Ein seltenes literarisches Beispiel der Verwendung des volkstümlichen Ausdrucks findet sich im Gedicht "Ein Jahrhundert" des schwäbischen Lyrikers Steffen M. Diebold.
Das abgebildete Original einer schwäbischen Gräz stammt vermutlich aus dem späten 19. Jahrhundert. Gefertigt wurde sie durch einen Wagner, Angehöriger eines inzwischen fast ausgestorbenen Berufsstands (Stellmacherei). Die Gräz ist korblos und unterscheidet sich in ihrer Gestellbauweise von allen anderen Arten der Rückentragen (Reff, Kraxe, Kötze, Kiepe …), insbesondere auch von der württembergischen Rückentrage aus der 2. Hälfte des 19. Jahrhunderts.